# Queletigui
Queletigui Curuma (em francês: Kélétigui-Kourouma) ou Quelitigui Curuma (em francês: Kélitigui-Kourouma m. 1896) foi cuntigui (comandante-em-chefe) em Quenedugu durante o reinado dos famas Tiebá (r. 1866–1893) e Babemba (r. 1893–1889). Tinha a confiança de Babemba e foi feito chefe de Caboila. Sob seu comando estava Sinali, Ninoro, Diguema, Bembanitieni, Solimão e Baba, os últimos três primos de Babemba.

## Vida
Queletigui aparece pela primeira vez em 1891, quando recebeu o comando conjunto com Babemba de parte do exército de Tiebá e recebeu ordens para marchar para Nanergué; no caminho estacionou Califala. Em 1894, participou numa expedição bem-sucedida ao lado de Babemba, Bembanitieni, e Culundiu para resgatar Uairimé de Nielé. Mais tarde no mesmo ano, foi derrotado por um dos tenentes de Samori Turé do Império de Uassulu em Pamara. Em 1896, participou da expedição mal-sucedida contra os gualas e depois na bem-sucedida contra a vila de Mussodugu, ao norte do país dos turcas.
Em seguida conduziu expedição contra Bodadiugu. Não esperava muita resistência e foi atacado pelos turcas que se entrincheiraram a sua espera. Na batalha subsequente perdeu 100 soldados e 52 cavalos e para reparar sua perda, Babemba enviou de Sicasso 52 montarias. Por fim, foi convocado a participar da expedição de Isaac Traoré contra Tengrela, mas a missão fracassou. Em 1898, lutou ao lado de Babemba no Cerco de Sicasso conduzido pelos franceses e comandou 3 000 homens a partir do distrito de Mancurani.